# Nothippus
Nothippus is een geslacht van hooiwagens uit de familie Assamiidae.
De wetenschappelijke naam Nothippus is voor het eerst geldig gepubliceerd door Thorell in 1890. 

## Soorten
Nothippus omvat de volgende 3 soorten:
- Nothippus affinis
- Nothippus limbatus
- Nothippus tigrinus